# Lista de bandeiras armênias
Este artigo contém uma lista de bandeiras associadas à história e ao país da Armênia.

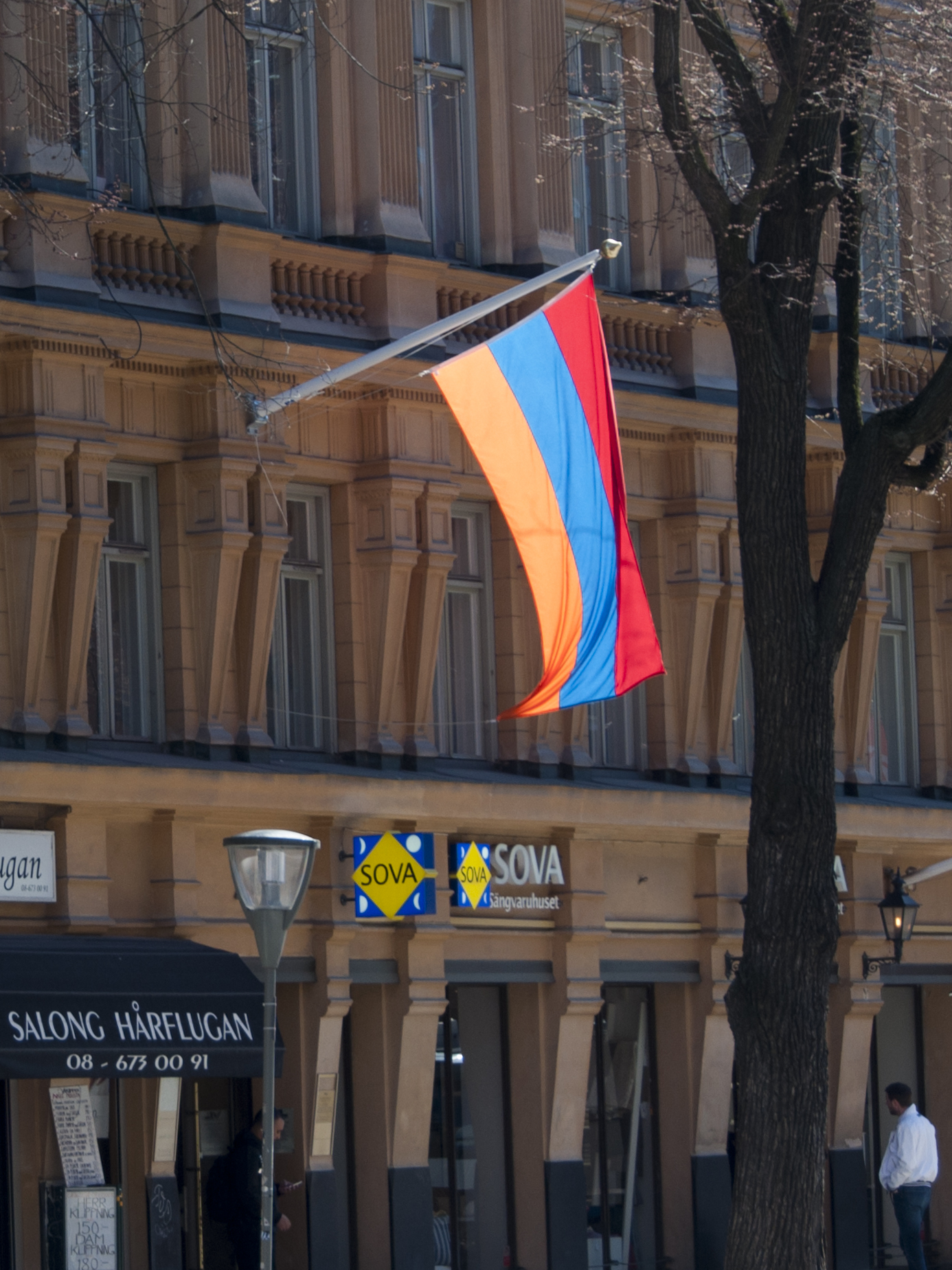
Bandeira armênia na embaixada em Estocolmo

## Bandeiras nacionais
| Bandeira | Data         | Uso                             | Descrição                                           |
| -------- | ------------ | ------------------------------- | --------------------------------------------------- |
|          | 1918 (1990)– | Bandeira da Armênia.            | Um tricolor horizontal de vermelho, azul e laranja. |
|          | 1918 (1990)– | Bandeira da Armênia (vertical). |                                                     |

## Bandeira do presidente
| Bandeira | Data          | Uso                               | Descrição |
| -------- | ------------- | --------------------------------- | --------- |
|          | 1990–presente | Bandeira do presidente da Armênia |           |

## Bandeiras militares
| Bandeira | Data          | Uso                                         | Descrição |
| -------- | ------------- | ------------------------------------------- | --------- |
|          | 2012–presente | Bandeira do Ministério da Defesa da Armênia |           |

## Municípios e cidades

### Presente
| Bandeira | Data          | Descrição               |
| -------- | ------------- | ----------------------- |
|          | 2004–presente | Bandeira de Ierevã      |
|          |               | Bandeira de Valarsapate |
|          | 2011–presente | Bandeira de Giumri      |
|          |               | Bandeira de Achtaraque  |
|          |               | Bandeira de Aboviã      |
|          |               | Bandeira de Dilijã      |
|          |               | Bandeira de Artaxata    |
|          |               | Bandeira de Talin       |

### Históricos
| Bandeira | Descrição |
| -------- | --- |
|          | A bandeira de Alexandretta como mostrada no atlas de Jorge Aguiar, atualmente é İskenderun (1492) |
|          | A bandeira da medieval Lamos, uma cidade portuária do Reino Armênio da Cilícia, conforme mostrado no Atlas Catalão (1375)                                                                                              |
|          | A bandeira da cidade medieval de Córico, uma cidade portuária do Reino Armênio da Cilícia, mostrada no atlas de Villadestes mantido no Palácio de Topkapi, bem como no Livro do Conhecimento de Todos os Reinos (1428) |
|          | A bandeira da cidade medieval de Tarso, uma cidade portuária do Reino Armênio da Cilícia, como mostrado no atlas de Villadestes mantido no Palácio de Topkapi, atualmente é Tarso moderno (1428)                       |
|          | A bandeira da medieval Ayas/Lajazzo, uma cidade portuária do Reino Armênio da Cilícia, como mostrado no atlas de Angelino Dulcert, atualmente é o moderno Yumurtalık (1339)                                            |
|          | Uma das bandeiras de Sebastia, como visto no Livro do Conhecimento de Todos os Reinos, atualmente é Sivas moderno |
|          | A bandeira de Sebastia como vista no Atlas Catalão e no Atlas Dulcert, atualmente é Sivas (1339) (1375) |

## Bandeiras políticas
| Bandeira | Data          | Descrição                                             |
| -------- | ------------- | ----------------------------------------------------- |
|          |               | Partido Comunistan da Armênia                         |
|          |               | Federação Revolucionária Armênia                      |
|          |               | Contrato Civil                                        |
|          | 2020–presente | Pelo Partido da República                             |
|          |               | Partido da Segurança Nacional                         |
|          | 2021–presente | Partido Soberano da Armênia                           |
|          |               | União Nacional Iezidi                                 |
|          | 1975–1991     | Exército Secreto Armênio para a Libertação da Armênia |

## Bandeiras religiosas
| Bandeira | Data | Uso                                   | Descrição |
| -------- | ---- | ------------------------------------- | --------- |
|          |      | Bandeira da Igreja Apostólica Armênia |           |

## Bandeiras históricas
| Bandeira      | Data                                      | Descrição |
| ------------- | ----------------------------------------- | --- |
|               |                                           | Bandeira atribuída à Arménia Cilícia, tal como consta no quadro de Diogo Homem (1563)                                             |
|               |                                           | Bandeira do Reino Arménio da Cilícia como registrado por um padre franciscano desconhecido                                        |
|               |                                           | Bandeira do Reino Arménio da Cilícia como visto no Livro do conhecimento de todos os reinos                                       |
|               |                                           | A bandeira do Sargis Pitsaque |
|               |                                           | A bandeira e o selo de Leão I, Rei da Arménia que é mantido no Vaticano                                                           |
|               | 1198–1219                                 | Bandeira reconstruída do Reino Arménio da Cilícia sob o Dinastia rubênida.                                                        |
|               | 1198–1219                                 | Bandeira reconstruída do Reino Arménio da Cilícia sob o Dinastia rubênida.                                                        |
|               | 1198–1219                                 | Bandeira reconstruída do Reino Arménio da Cilícia sob o Dinastia rubênida.                                                        |
|               | 1226–1341                                 | Bandeira do Reino Arménio da Cilícia Dinastia Hetúmida.                                                                           |
|               | 1341–1375                                 | Bandeira do Reino Arménio da Cilícia da Casa de Lusinhão.                                                                         |
|               | 1214–1261                                 | Bandeira heráldica do Principado de Khachen.                                                                                      |
|               | 1214                                      | Estandarte da Casa de Hasan-Jalaliã.                                                                                              |
|               | 1915–1918                                 | Bandeira da Administração da Armênia Ocidental                                                                                    |
|               | 22 de abril-28 de maio de 1918            | Bandeira da República Federativa Democrática Transcaucasiana                                                                      |
|               | 1918-fevereiro de 1922                    | Bandeira do República Democrática da Arménia                                                                                      |
|               | Fevereiro de 1922-Março de 1922           | Bandeira do República Socialista Soviética da Arménia                                                                             |
|               | Março de 1922–1936                        | Bandeira da República Socialista Federativa Soviética Transcaucasiana                                                             |
|               | 1936–1940                                 | Bandeira do República Socialista Soviética Da Arménia                                                                             |
|               | 1940–1952                                 | Bandeira da República Socialista Soviética da Arménia                                                                             |
|               | 1952–1990                                 | Bandeira da República Socialista Soviética da Arménia                                                                             |
|               | 1952–1990                                 | Bandeira inversa. Todas as bandeiras das repúblicas constituintes da União Soviética não ostentavam o martelo e a foice no verso. |
|               | 1990–1991                                 | Bandeira da República Socialista Soviética da Arménia                                                                             |
| 1991-presente | Bandeira da Terceira República da Arménia | |

## Atribuído incorretamente e fictício
| Bandeira | Uso |
| -------- | --- |
|          | Bandeira atribuída incorretamente do Reino da Armênia com base no brasão de armas Bagrátida localizado nos portões de Ani |
|          | Bandeira atribuída incorretamente da Dinastia Artaxíada baseada na tiara armênia de Tigranes, o Grande                    |
|          | Bandeira atribuída incorretamente da Dinastia Artaxíada, outra variante                                                   |
|          | Bandeira atribuída incorretamente à Armênia Arsácida                                                                      |
|          | Bandeira atribuída incorretamente da Armênia Arsácida, outra variante                                                     |
|          | Bandeira atribuída incorretamente do haico proposta por Mkrtoum Hovnatanian (1832)                                        |
|          | Bandeira de Tirídates III atribuída incorretamente, proposta por Mkrtoum Hovnatanian (1832)                               |

## Bandeiras propostas
| Bandeira | Data                | Uso |
| -------- | ------------------- | --- |
|          | 1885                | Bandeira desenhada pelo Padre Ghevont Alishan para a Diáspora Armênia na França                                |
|          | Final do século XIX | Segunda bandeira da diáspora armênia desenhada pelo Padre Ghevont Alishan (membro da Congregação Mequitarista) |
|          | 1919                | Uma das bandeiras desenhadas por Martiros Saryan para a República Democrática da Armênia                       |
|          | 1919                | Uma das bandeiras desenhadas por Martiros Saryan para a República Democrática da Armênia                       |
|          | 1919                | Bandeira proposta para a República Democrática da Armênia                                                      |
|          | 1919                | Bandeira proposta para a República Democrática da Armênia por Vardan Hatsuni dos Mequitaristas.                |
|          | 1919                | Esquema de cores da bandeira anterior.                                                                         |

## Armênios em outros países
| Bandeira | Data          | Uso                                |
| -------- | ------------- | ---------------------------------- |
|          | 2004–presente | Bandeira da Armênia Ocidental      |
|          |               | Bandeira dos armênios na Rússia    |
|          | 1992–2024     | Bandeira dos armênios de Artsaque  |
|          |               | Bandeira dos armênios de Javaqueti |
|          |               | Bandeira de Cherquesogai           |
|          |               | Bandeira dos hemichis              |